# تونی (فیلم ۱۹۸۲)
«تونی» (کنادا: ಟೋನಿ) فیلمی در ژانر اکشن است که در سال ۱۹۸۲ منتشر شد.